# 帕奈號貨船
帕奈號貨船（USS Panay AG-41），原名中途島號（USS Midway），是一艘美國海軍在二次大戰期間向民間徵調作為軍事用途的1622噸商用貨輪。1921年時在紐約州布魯克林的托德造船公司（Todd Shipyards Corporation）完工下水時原名奧瑞塔尼號（Oritani），在1939年時改名為泰伊號（Tyee）。
1942年時，因應當時的戰事需要美國海軍向商船的業主、在西雅圖註冊的阿拉斯加運輸公司（Alaska Transportation Company）徵調了這艘船，並於4月10日時在布雷莫頓的普吉灣海軍船廠（Puget Sound Navy Yard）成軍，賦予其中途島號的艦名，舷號AG-41的該艦艦名承襲自兩年前發生的中途島海戰，也是美國海軍第一艘使用「中途島」作為艦名的船隻。
在二戰期間，中途島號主要是負責美國西北部、太平洋沿岸各港口與在阿拉斯加及阿留申群島的美軍基地間的運輸工作，但也曾在1943年1月期間前往珍珠港，負責中太平洋海域各島嶼之間的兵員與設備之接駁運輸。1943年4月3日，為了將艦名釋出給正在建造中的航空母艦，中途島號改名為帕奈號（USS Panay）。而繼承其艦名的則是一艘卡薩布蘭加級（Casablanca-class）護航航空母艦CVE-63。
1946年5月24日，伴隨著二次世界大戰結束，美國海軍將帕奈號歸還給其原本的船東。